# اعتصام الرحيل
اعتصام الرحيل هو اعتصام ابتدأ منذ 26 يوليو 2013 أمام مقر المجلس الوطني التأسيسي التونسي وفي عدة مدن تونسية أخرى أبرزها سوسة وصفاقس احتجاجا على اغتيال السياسي محمد براهمي ومطالبة بحل المجلس التأسيسي وحكومة علي العريض والرئاسة وقد نادت به حركة تمرد منذ عدة أسابيع أسوة بحركة تمرد في مصر ودعا له عقب تصفية براهمي ائتلاف الجبهة الشعبية وأحزاب أخرى والاتحاد العام التونسي للشغل. يشارك فيه منتمون للأحزاب وآخرون غير متحزبين وأعضاء مستقيلون من المجلس الوطني التأسيسي.
انطلق الاعتصام في 26 يوليو 2013 ويشارك فيه متحزبون وغير متحزبون والتحق بهم ليل 26 يوليو أعضاء مستقيلون من المجلس القومي التأسيسي. وأصدرت الحركات الشبابية «خنقتونا» و«عدنا» وحركة تمرد و«كش مات» و«الحركة الثقافية الثورية» ومجموعة من الشباب المستقل بيانا في 26 يوليو دعت فيه للعصيان الشامل ومواصلة تأليف اللجان الشعبية المحلية بغية تكوين المجلس الشعبي الثوري، وذلك بهدف حل المجلس التأسيسي وإسقاط الحكومة. وقد تنقل عدد كبير من مشيعي جنازة محمد براهمي لمقر المجلس الوطني التأسيسي بعد تلقيهم منشورات خارج محيط مقبرة الجلاز تدعوهم للتوجه هناك والمشاركة في الاعتصام. وقد اعتقلت قوات الأمن التي توجهت هناك لتفريق المتظاهرين من معرضي الحكومة ومن معارضيها النائب بالمجلس الوطني التأسيسي عن حزب حركة نداء تونس خميس قسيلة. وعنفت قوات الأمن النائب المعتصم أمام المجلس المنجي الرحوي على مستوى الرأس ونُقل للمستشفى.
وقد شاركت عديد الوجوه المعروفة في الاعتصام من بينها الممثلة جودة ناجح ولينا بن مهني وأمينة السبوعي.
وفي 10 أغسطس 2013، دخل خمسة أعضاء من حركة تمرد في إضراب جوع مفتوح عقب محاولة رفع خيام اعتصامهم بالقوة من قبل موالين للحكومة الحالية في 9 أغسطس ليلا. وفي 12 أغسطس دخل اثنان من «شبكة حقي» في إضراب جوع مفتوح مساندة لإضراب جوع أفراد من حركة تمرد.
والتأمت مسيرة سلمية في مدينة أريانة في 12 أغسطس دعما لاعتصام الرحيل بباردو.

## وصلات خارجية
- https://web.archive.org/web/20130825222212/http://ar.tunivisions.net/43530/566/149/%D8%A7%D9%84%D9%85%D9%85%D8%AB%D9%84-%D9%84%D8%B7%D9%81%D9%8A-%D8%A7%D9%84%D8%B9%D8%A8%D8%AF%D9%84%D9%8A-%D9%8A%D9%84%D8%AA%D8%AD%D9%82-%D8%A8%D8%A7%D8%B9%D8%AA%D8%B5%D8%A7%D9%85-%D8%A7%D9%84%D8%B1%D8%AD%D9%8A%D9%84-.html
- http://ar.tunivisions.net/43656/689/149/%D8%B9%D8%AF%D8%AF-%D9%85%D9%86-%D8%A7%D9%84%D9%81%D9%86%D8%A7%D9%86%D9%8A%D9%86-%D9%8A%D8%AA%D9%83%D9%81%D9%84%D9%88%D9%86-%D8%A8%D8%AC%D8%B2%D8%A1-%D9%85%D9%86-%D9%85%D8%B5%D8%A7%D8%B1%D9%8A%D9%81-%D8%A7%D8%B9%D8%AA%D8%B5%D8%A7%D9%85-%D8%A7%D9%84%D8%B1%D8%AD%D9%8A%D9%84-%D8%A8%D8%A8%D8%A7%D8%B1%D8%AF%D9%88--%D9%88%D8%A7%D8%B7%D8%A8%D8%A7%D8%A1-%D9%8A%D8%B1%D9%83%D8%B2%D9%88%D9%86-%D8%AE%D9%8A%D9%85%D8%A9-%D8%B7%D8%A8%D9%8A%D8%A9-.html%5Bوصلة+مكسورة%5D
- http://www.mosaiquefm.net/ar/index/a/ActuDetail/Element/26961-%D8%A8%D9%84%D8%AF%D9%8A%D8%A9-%D8%A8%D8%A7%D8%B1%D8%AF%D9%88%3A-%D8%A7%D8%AA%D9%87%D9%85%D8%A7%D8%AA-%D9%84%D8%A8%D8%B9%D8%B6-%D8%A7%D9%84%D9%85%D8%B3%D8%AA%D8%B4%D8%A7%D8%B1%D9%8A%D9%86-%22%D8%A7%D9%84%D9%85%D8%AA%D8%AD%D8%B2%D8%A8%D9%8A%D9%86%22-%D8%A8%D8%A5%D8%B3%D8%AA%D8%BA%D9%84%D8%A7%D9%84-%D8%B5%D9%81%D8%AA%D9%87%D9%85-%D9%84%D9%81%D8%B6-%D8%A7%D8%B9%D8%AA%D8%B5%D8%A7%D9%85-%D8%A7%D9%84%D8%B1%D8%AD%D9%8A%D9%84
- http://www.babnet.net/rttdetail-69615.asp
- http://www.babnet.net/rttdetail-69410.asp